# مات سميث (كاتب)
مات سميث (بالإنجليزية: Matt Smith)‏ هو كاتب بريطاني، ولد في 31 أكتوبر 1972.